# FA Cup 1954/55
Der FA Cup 1954/55 war die 74. Austragung des The Football Association Challenge Cup (meist als FA Cup bekannt).
Der Pokalwettbewerb startete mit der Qualifikation zwischen dem 11. September 1954 und dem 10. November 1954. Die Hauptrunde begann anschließend ab dem 20. November 1954 und endete mit dem Finale in Wembley in London am 7. Mai 1955 vor einer Kulisse von offiziell 100.000 Zuschauern. Sieger des Wettbewerbs wurde zum sechsten Mal Newcastle United. Unterlegener Finalist war Manchester City.

## Wettbewerb

### Erste Hauptrunde
| Datum             |                        | Ergebnis |                        |
| ----------------- | ---------------------- | -------- | ---------------------- |
| 20. November 1954 | Accrington Stanley     | 7:1      | Creswell Colliery      |
| 20. November 1954 | FC Aldershot           | 3:1      | Chelmsford City        |
| 20. November 1954 | FC Barnet              | 1:4      | FC Southampton         |
| 20. November 1954 | FC Barnsley            | 3:2      | Wigan Athletic         |
| 20. November 1954 | Barnstaple Town        | 1:4      | AFC Bournemouth        |
| 20. November 1954 | AFC Barrow             | 1:1      | FC Darlington          |
| 20. November 1954 | FC Bishop Auckland     | 5:1      | Kettering Town         |
| 20. November 1954 | Boston United          | 1:1      | Blyth Spartans         |
| 20. November 1954 | Bradford City          | 3:1      | Mansfield Town         |
| 20. November 1954 | Bradford Park Avenue   | 2:0      | FC Southport           |
| 20. November 1954 | FC Brentford           | 2:1      | Nuneaton Borough       |
| 20. November 1954 | Brighton & Hove Albion | 5:0      | Tunbridge Wells United |
| 20. November 1954 | Bristol City           | 1:2      | Southend United        |
| 20. November 1954 | Corby Town             | 0:2      | FC Watford             |
| 20. November 1954 | Crook Town             | 5:3      | Stanley United         |
| 20. November 1954 | Dorchester Town        | 2:0      | Bedford Town           |
| 20. November 1954 | Frome Town             | 0:3      | Leyton Orient          |
| 20. November 1954 | AFC Gateshead          | 6:0      | FC Chester             |
| 20. November 1954 | FC Gillingham          | 2:0      | AFC Newport County     |
| 20. November 1954 | Grimsby Town           | 2:1      | Halifax Town           |
| 20. November 1954 | Hartlepools United     | 1:0      | FC Chesterfield        |
| 20. November 1954 | Hinckley Athletic      | 4:3      | FC Newport (IOW)       |
| 20. November 1954 | Horden CW              | 0:1      | Scunthorpe United      |
| 20. November 1954 | Hounslow Town          | 2:4      | Hastings United        |
| 20. November 1954 | Merthyr Town           | 1:1      | AFC Wellington         |
| 20. November 1954 | FC Millwall            | 3:2      | Exeter City            |
| 20. November 1954 | FC Netherfield         | 3:3      | AFC Wrexham            |
| 20. November 1954 | Northampton Town       | 0:1      | Coventry City          |
| 20. November 1954 | Norwich City           | 4:2      | Headington United      |
| 20. November 1954 | Oldham Athletic        | 1:0      | Crewe Alexandra        |
| 20. November 1954 | Queens Park Rangers    | 2:2      | Walthamstow Avenue     |
| 20. November 1954 | FC Reading             | 3:3      | Colchester United      |
| 20. November 1954 | Selby Town             | 2:1      | FC Rhyl                |
| 20. November 1954 | Stockport County       | 0:1      | Carlisle United        |
| 20. November 1954 | Swindon Town           | 0:2      | Crystal Palace         |
| 20. November 1954 | Torquay United         | 4:0      | Cambridge United       |
| 20. November 1954 | Tranmere Rovers        | 3:3      | AFC Rochdale           |
| 20. November 1954 | FC Walsall             | 5:2      | Shrewsbury Town        |
| 20. November 1954 | AFC Workington         | 5:1      | Hyde United            |
| 20. November 1954 | York City              | 3:2      | FC Scarborough         |

#### Wiederholungsspiele
| Datum             |                     | Ergebnis |                     |
| ----------------- | ------------------- | -------- | ------------------- |
| 23. November 1954 | AFC Rochdale        | 1:0      | Tranmere Rovers     |
| 24. November 1954 | Blyth Spartans      | 5:4      | Boston United       |
| 24. November 1954 | FC Darlington       | 2:1      | AFC Barrow          |
| 24. November 1954 | AFC Wellington      | 1:6      | Merthyr Town        |
| 24. November 1954 | AFC Wrexham         | 4:0      | FC Netherfield      |
| 25. November 1954 | Colchester United   | 1:2      | FC Reading          |
| 25. November 1954 | Walthamstow Avenue  | 2:2      | Queens Park Rangers |
| 29. November 1954 | Queens Park Rangers | 0:4      | Walthamstow Avenue  |

### Zweite Hauptrunde
| Datum             |                      | Ergebnis |                        |
| ----------------- | -------------------- | -------- | ---------------------- |
| 11. Dezember 1954 | AFC Bournemouth      | 1:0      | Oldham Athletic        |
| 11. Dezember 1954 | Blyth Spartans       | 1:3      | Torquay United         |
| 11. Dezember 1954 | Bradford City        | 7:1      | Merthyr Town           |
| 11. Dezember 1954 | Bradford Park Avenue | 2:3      | Southend United        |
| 11. Dezember 1954 | FC Brentford         | 4:1      | Crook Town             |
| 11. Dezember 1954 | Carlisle United      | 2:2      | FC Watford             |
| 11. Dezember 1954 | Coventry City        | 4:0      | Scunthorpe United      |
| 11. Dezember 1954 | Crystal Palace       | 2:4      | FC Bishop Auckland     |
| 11. Dezember 1954 | Dorchester Town      | 2:5      | York City              |
| 11. Dezember 1954 | AFC Gateshead        | 3:3      | FC Barnsley            |
| 11. Dezember 1954 | FC Gillingham        | 1:1      | FC Reading             |
| 11. Dezember 1954 | Grimsby Town         | 4:1      | FC Southampton         |
| 11. Dezember 1954 | Hartlepools United   | 4:0      | FC Aldershot           |
| 11. Dezember 1954 | Leyton Orient        | 0:1      | AFC Workington         |
| 11. Dezember 1954 | FC Millwall          | 3:2      | Accrington Stanley     |
| 11. Dezember 1954 | Norwich City         | 0:0      | Brighton & Hove Albion |
| 11. Dezember 1954 | AFC Rochdale         | 2:1      | Hinckley Athletic      |
| 11. Dezember 1954 | Selby Town           | 0:2      | Hastings United        |
| 11. Dezember 1954 | Walthamstow Avenue   | 0:3      | FC Darlington          |
| 11. Dezember 1954 | AFC Wrexham          | 1:2      | FC Walsall             |

#### Wiederholungsspiele
| Datum             |                        | Ergebnis |                 |
| ----------------- | ---------------------- | -------- | --------------- |
| 13. Dezember 1954 | FC Reading             | 5:3      | FC Gillingham   |
| 15. Dezember 1954 | Brighton & Hove Albion | 5:1      | Norwich City    |
| 15. Dezember 1954 | FC Watford             | 4:1      | Carlisle United |
| 16. Dezember 1954 | FC Barnsley            | 0:1      | AFC Gateshead   |

### Dritte Hauptrunde
| Datum          |                        | Ergebnis |                         |
| -------------- | ---------------------- | -------- | ----------------------- |
| 8. Januar 1955 | AFC Bournemouth        | 0:1      | West Bromwich Albion    |
| 8. Januar 1955 | FC Arsenal             | 1:0      | Cardiff City            |
| 8. Januar 1955 | Blackburn Rovers       | 0:2      | Swansea Town            |
| 8. Januar 1955 | FC Blackpool           | 0:2      | York City               |
| 8. Januar 1955 | Bolton Wanderers       | 3:1      | FC Millwall             |
| 8. Januar 1955 | FC Brentford           | 1:1      | Bradford City           |
| 8. Januar 1955 | Brighton & Hove Albion | 2:2      | Aston Villa             |
| 8. Januar 1955 | Bristol Rovers         | 2:1      | FC Portsmouth           |
| 8. Januar 1955 | FC Bury                | 1:1      | Stoke City              |
| 8. Januar 1955 | FC Chelsea             | 2:0      | FC Walsall              |
| 8. Januar 1955 | Derby County           | 1:3      | Manchester City         |
| 8. Januar 1955 | FC Everton             | 3:1      | Southend United         |
| 8. Januar 1955 | FC Fulham              | 2:3      | Preston North End       |
| 8. Januar 1955 | AFC Gateshead          | 0:2      | Tottenham Hotspur       |
| 8. Januar 1955 | Grimsby Town           | 2:5      | Wolverhampton Wanderers |
| 8. Januar 1955 | Hartlepools United     | 1:1      | FC Darlington           |
| 8. Januar 1955 | Huddersfield Town      | 3:3      | Coventry City           |
| 8. Januar 1955 | Hull City              | 0:2      | Birmingham City         |
| 8. Januar 1955 | Ipswich Town           | 2:2      | FC Bishop Auckland      |
| 8. Januar 1955 | Leeds United           | 2:2      | Torquay United          |
| 8. Januar 1955 | Lincoln City           | 1:1      | FC Liverpool            |
| 8. Januar 1955 | Luton Town             | 5:0      | AFC Workington          |
| 8. Januar 1955 | FC Middlesbrough       | 1:4      | Notts County            |
| 8. Januar 1955 | Plymouth Argyle        | 0:1      | Newcastle United        |
| 8. Januar 1955 | FC Reading             | 1:1      | Manchester United       |
| 8. Januar 1955 | AFC Rochdale           | 1:3      | Charlton Athletic       |
| 8. Januar 1955 | Rotherham United       | 1:0      | Leicester City          |
| 8. Januar 1955 | Sheffield United       | 1:3      | Nottingham Forest       |
| 8. Januar 1955 | Sheffield Wednesday    | 2:1      | Hastings United         |
| 8. Januar 1955 | AFC Sunderland         | 1:0      | FC Burnley              |
| 8. Januar 1955 | FC Watford             | 1:2      | Doncaster Rovers        |
| 8. Januar 1955 | West Ham United        | 2:2      | Port Vale               |

#### Wiederholungsspiele
| Datum           |                    | Ergebnis |                        |
| --------------- | ------------------ | -------- | ---------------------- |
| 10. Januar 1955 | Aston Villa        | 4:2      | Brighton & Hove Albion |
| 10. Januar 1955 | Port Vale          | 3:1      | West Ham United        |
| 12. Januar 1955 | FC Bishop Auckland | 3:0      | Ipswich Town           |
| 12. Januar 1955 | Bradford City      | 2:2      | FC Brentford           |
| 12. Januar 1955 | FC Darlington      | 2:2      | Hartlepools United     |
| 12. Januar 1955 | FC Liverpool       | 1:0      | Lincoln City           |
| 12. Januar 1955 | Manchester United  | 4:1      | FC Reading             |
| 12. Januar 1955 | Stoke City         | 1:1      | FC Bury                |
| 12. Januar 1955 | Torquay United     | 4:0      | Leeds United           |
| 13. Januar 1955 | Coventry City      | 1:2      | Huddersfield Town      |
| 17. Januar 1955 | FC Bury            | 3:3      | Stoke City             |
| 17. Januar 1955 | Hartlepools United | 2:0      | FC Darlington          |
| 19. Januar 1955 | Stoke City         | 2:2      | FC Bury                |
| 20. Januar 1955 | FC Brentford       | 1:0      | Bradford City          |
| 24. Januar 1955 | FC Bury            | 2:3      | Stoke City             |

### Vierte Hauptrunde
| Datum           |                         | Ergebnis |                   |
| --------------- | ----------------------- | -------- | ----------------- |
| 29. Januar 1955 | Birmingham City         | 2:1      | Bolton Wanderers  |
| 29. Januar 1955 | FC Bishop Auckland      | 1:3      | York City         |
| 29. Januar 1955 | Bristol Rovers          | 1:3      | FC Chelsea        |
| 29. Januar 1955 | Doncaster Rovers        | 0:0      | Aston Villa       |
| 29. Januar 1955 | FC Everton              | 0:4      | FC Liverpool      |
| 29. Januar 1955 | Hartlepools United      | 1:1      | Nottingham Forest |
| 29. Januar 1955 | Manchester City         | 2:0      | Manchester United |
| 29. Januar 1955 | Newcastle United        | 3:2      | FC Brentford      |
| 29. Januar 1955 | Preston North End       | 3:3      | AFC Sunderland    |
| 29. Januar 1955 | Rotherham United        | 1:5      | Luton Town        |
| 29. Januar 1955 | Sheffield Wednesday     | 1:1      | Notts County      |
| 29. Januar 1955 | Swansea Town            | 3:1      | Stoke City        |
| 29. Januar 1955 | Torquay United          | 0:1      | Huddersfield Town |
| 29. Januar 1955 | Tottenham Hotspur       | 4:2      | Port Vale         |
| 29. Januar 1955 | West Bromwich Albion    | 2:4      | Charlton Athletic |
| 29. Januar 1955 | Wolverhampton Wanderers | 1:0      | FC Arsenal        |

#### Wiederholungsspiele
| Datum            |                   | Ergebnis |                     |
| ---------------- | ----------------- | -------- | ------------------- |
| 2. Februar 1955  | Aston Villa       | 2:2      | Doncaster Rovers    |
| 2. Februar 1955  | Nottingham Forest | 2:1      | Hartlepools United  |
| 2. Februar 1955  | AFC Sunderland    | 2:0      | Preston North End   |
| 3. Februar 1955  | Notts County      | 1:0      | Sheffield Wednesday |
| 7. Februar 1955  | Doncaster Rovers  | 1:1      | Aston Villa         |
| 14. Februar 1955 | Aston Villa       | 0:0      | Doncaster Rovers    |
| 15. Februar 1955 | Doncaster Rovers  | 3:1      | Aston Villa         |

### Fünfte Hauptrunde
| Datum            |                         | Ergebnis |                   |
| ---------------- | ----------------------- | -------- | ----------------- |
| 19. Februar 1955 | Birmingham City         | 2:1      | Doncaster Rovers  |
| 19. Februar 1955 | FC Liverpool            | 0:2      | Huddersfield Town |
| 19. Februar 1955 | Luton Town              | 0:2      | Manchester City   |
| 19. Februar 1955 | Nottingham Forest       | 1:1      | Newcastle United  |
| 19. Februar 1955 | Notts County            | 1:0      | FC Chelsea        |
| 19. Februar 1955 | Swansea Town            | 2:2      | AFC Sunderland    |
| 19. Februar 1955 | Wolverhampton Wanderers | 4:1      | Charlton Athletic |
| 19. Februar 1955 | York City               | 3:1      | Tottenham Hotspur |

#### Wiederholungsspiele
| Datum            |                  | Ergebnis |                   |
| ---------------- | ---------------- | -------- | ----------------- |
| 23. Februar 1955 | AFC Sunderland   | 1:0      | Swansea Town      |
| 28. Februar 1955 | Newcastle United | 2:2      | Nottingham Forest |
| 2. März 1955     | Newcastle United | 2:1      | Nottingham Forest |

### Sechste Hauptrunde
| Datum         |                   | Ergebnis |                         |
| ------------- | ----------------- | -------- | ----------------------- |
| 12. März 1955 | Birmingham City   | 0:1      | Manchester City         |
| 12. März 1955 | Huddersfield Town | 1:1      | Newcastle United        |
| 12. März 1955 | Notts County      | 0:1      | York City               |
| 12. März 1955 | AFC Sunderland    | 2:0      | Wolverhampton Wanderers |

#### Wiederholungsspiel
| Datum         |                  | Ergebnis |                   |
| ------------- | ---------------- | -------- | ----------------- |
| 16. März 1955 | Newcastle United | 2:0      | Huddersfield Town |

### Halbfinale
Die ersten beiden Spiele wurden am 26. März 1955 und das Wiederholungsspiel am 30. März 1955 ausgetragen.
|                  | Ergebnis |                | Ort        |
| ---------------- | -------- | -------------- | ---------- |
| Manchester City  | 1:0      | AFC Sunderland | Birmingham |
| Newcastle United | 1:1      | York City      | Sheffield  |

#### Wiederholungsspiel
|                  | Ergebnis |           | Ort        |
| ---------------- | -------- | --------- | ---------- |
| Newcastle United | 2:0      | York City | Sunderland |

### Finale
| Newcastle United                         | Newcastle United | Manchester City | Manchester City |
| ---------------------------------------- | --- | --- | --------------- |
| Newcastle United                         | \| Finale \| \| Samstag, 7. Mai 1955 in London (Wembley) \| \| Ergebnis: 3:1 (1:1) \| \| Zuschauer: 100.000 \| \| Schiedsrichter: Reg Leafe \| \| Spielbericht \|                      | \| Finale \| \| Samstag, 7. Mai 1955 in London (Wembley) \| \| Ergebnis: 3:1 (1:1) \| \| Zuschauer: 100.000 \| \| Schiedsrichter: Reg Leafe \| \| Spielbericht \|           | Manchester City |
| Newcastle United                         | Ronnie Simpson – Bobby Cowell, Ron Batty – Jimmy Scoular, Bob Stokoe, Tommy Casey – Len White, Jackie Milburn, Vic Keeble, George Hannah, Bobby Mitchell Cheftrainer: Doug Livingstone | Bert Trautmann – Jimmy Meadows, Roy Little – Ken Barnes, Dave Ewing, Roy Paul – Billy Spurdle, Joe Hayes, Don Revie, Bobby Johnstone, Paddy Fagan Cheftrainer: Les McDowall | Manchester City |
| Newcastle United                         | 1:0 Jackie Milburn (1.) 2:1 Bobby Mitchell (52.) 3:1 George Hannah (59.) | 1:1 Bobby Johnstone (45.) | Manchester City |
| Finale                                   | | |                 |
| Samstag, 7. Mai 1955 in London (Wembley) | | |                 |
| Ergebnis: 3:1 (1:1)                      | | |                 |
| Zuschauer: 100.000                       | | |                 |
| Schiedsrichter: Reg Leafe                | | |                 |
| Spielbericht                             | | |                 |